# Florence (Nowy Jork)
Florence – miasto w Stanach Zjednoczonych, w stanie Nowy Jork, w hrabstwie Oneida.